# Гогенцоллерн (яхта)
Яхта «Гогенцоллерн» — названная в честь прусской королевской династии Гогенцоллернов трёхмачтовая паровая яхта была построена в Штеттине на верфях AG Vulcan Stettin в 1892 году. Её длина 122 м, ширина (бимс) 14 м. В строю с 1893 года, использовалась как императорская яхта и авизо.
C 1894 года кайзер Вильгельм II совершал на ней ежегодные продолжительные круизы в Скандинавию, а также путешествовал в Великобританию, Россию, по Средиземноморью и через Атлантику. До 1914 года Вильгельм провёл на борту яхты «Гогенцоллерн» совокупно около 3,5 лет.
С июля 1914 года, после начала Первой мировой войны, яхта была выведена из кайзерлихмарине и базировалась в Киле, где в 1918 году стала собственностью Веймарской республики. Исключена из флотского реестра в декабре 1920 года, в 1923 году продана на слом.

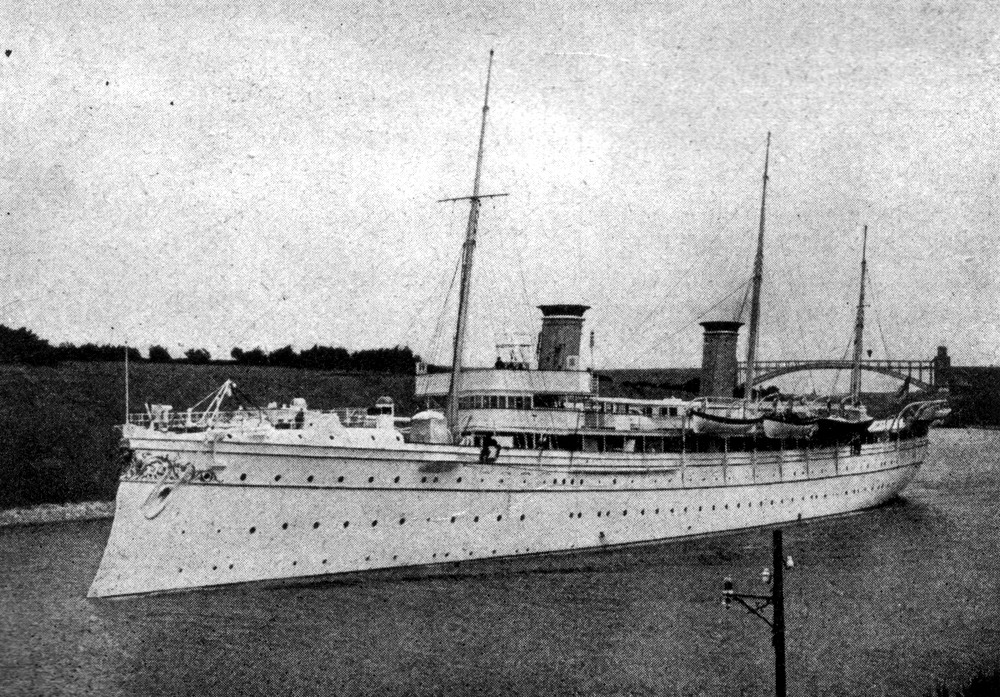
Яхта «Гогенцоллерн» (1902)